# ایرانشان بن ابی‌الخیر
ایرانشان ابن ابی الخیر از شاعران پایان سده پنجم و سرآغاز سده ششم هجری قمری و هم‌ دوره با سلطان ملکشاه سلجوقی بود. گویا ایرانشان بیش از سال ۵۱۱ ه. ق. نزیسته باشد. وی تاریخ زندگی بهمن پسر اسفندیار را در قالب بحر متقارب در حدود سال ۵۰۰ هَ. ق. یا اندکی پس از آن بنظم درآورده‌ است. قدیمی‌ترین اشارات به نام شاعر، در دست‌نوشته‌های مجمل التواریخ و القصص است؛ در مجمل التواریخ و القصص، نسخهٔ کتابخانهٔ فؤاد کورپولو در ترکیه، نام شاعر «انشاه» و در نسخهٔ هایدلبرگ آلمان، نام وی «ایرانشاه» و در دست‌نوشته‌های پاریس و چستربیتی از مجمل التواریخ و القصص، «ایرانشان» ضبط شده‌ است.
پیرامون زادگاه وی اگرچه جلال متینی ویرایشگر کوش‌نامه، در دیباچه آن دربارهٔ زادگاه «ایرانشان» سخنی به میان نیاورده‌ است؛ اما رحیم عفیفی در پیشگفتار بهمن‌نامه، برپایهٔ شواهدی چنین پنداشته‌ است که شاید ایرانشان، برادر «شهمردان بن ابی‌الخیر» نویسندهٔ نزهت‌نامهٔ علایی، و در نتیجه رازی (اهل ری) بوده‌ باشد.

## آثار
دو اثر منظوم ایرانشان، بهمن‌نامه و کوش‌نامه است؛ بهمن‌نامه پیش از کوش‌نامه سروده شده‌ است. ایرانشان در کوش‌نامه و به‌گاه تعریف اسطورهٔ و تاریخ فریدون و تقسیم جهان میان سه پسرش، جغرافیای ایران را چنین نمایانده‌ است:
| چو بگذشت صد سال و هشتاد و یَک |  | دگرباره سورش نمود از فلک       |
| فریدون فرخ سه فرزند داشت     |  | که از مهر هر سه به دل بند داشت |
| بریشان زمین را به سه بخش کرد |  | ز شاهی رخ هر یکی رخش کرد       |
| به سلم دلیر آمد از بخش روم   |  | همه کشور خاور و مرز بوم        |
| دگر ماورالنهر و ترکان و چین  |  | به تور دلیر اوفتاد آن زمین     |
| و آن بخش ایران به ایرج رسید  |  | کجا تخت ایران مرو را سزید      |
| ز جیحون برو تا به دریای پارس |  | همان کوفه از مرز ایران شناس    |
| دگر آذرآبادگان هرچه هست      |  | از ایران شمارد هشیوار و مست    |